# 흔들리는 물결
"흔들리는 물결"은 2016년에 개봉한 대한민국의 영화이다.

## 캐스팅
- 심희섭 : 연우 역
- 고원희[1] : 원희 역
- 이승호 : 연우 아버지 역
- 민경옥 : 연우 어머니 역
- 이비안 : 은주 역
- 조재룡 : 단양병원 계장 역
- 이지혜 : 단양병원 최간호사 역
- 이도현 : 단양병원 의사 역
- 목규리 : 단양병원 오간호사 역
- 고경민 : 단양병원 정간호사 역
- 김용준 : 용수 역
- 신미영 : 용수 아내 역
- 김호진 : 병수 역
- 윤혜리 : 병수 여자친구 역
- 정원조 : 정신과 의사 역
- 한승도 : 원희 종합병원 의사 역
- 장웅 : 응급실 의사 역
- 조현임 : 원희 이모 역
- 이삼애 : 버스승객 할머니 역
- 김동영 : 성당 아이들 역
- 김승주 : 성당 아이들 역
- 김은수 : 성당 아이들 역
- 김윤미 : 성당 아이들 역
- 조현정 : 성당 아이들 역
- 임지은 : 성당 아이들 역
- 정진각 : 엑스레이 할아버지 역 (특별출연)
- 선종남 : 오토바이 사고남 역 (특별출연)